# Bahnstrecke Wunstorf–Bremen
| Regionalexpress (RE) Norddeich Mole–Hannover bei Langwedel | |                                                    |                                                    |
| Streckennummer (DB): | 1740 |                                                    |                                                    |
| Kursbuchstrecke (DB): | 380 |                                                    |                                                    |
| Kursbuchstrecke: | 188 (1934) 187 (Bremen Hbf – Langwedel 1934) 187f (Langwedel – Wahnebergen 1934) 215 (1946) 209 (Bremen Hbf – Langwedel 1946) 215c (Langwedel – Wahnebergen 1946) |                                                    |                                                    |
| Streckenlänge: | 100,9 km |                                                    |                                                    |
| Spurweite: | 1435 mm (Normalspur) |                                                    |                                                    |
| Streckenklasse: | D4 |                                                    |                                                    |
| Stromsystem: | 15 kV 16,7 Hz ~ |                                                    |                                                    |
| Maximale Neigung: | < 20 ‰ |                                                    |                                                    |
| Streckengeschwindigkeit: | 160 km/h |                                                    |                                                    |
| Zugbeeinflussung: | PZB |                                                    |                                                    |
| Zweigleisigkeit: | durchgehend |                                                    |                                                    |
| | |                                                    |                                                    |
| \| \| \| Strecke von Bremerhaven \| \| \| \| \| Strecke von Oldenburg \| \| \| \| 122,3 \| Bremen Hbf \| Bremen Hbf \| \| \| 117,0 \| Bahnstrecke nach Osnabrück \| Bahnstrecke nach Osnabrück \| \| \| \| Bremen Föhrenstraße (unten) geplant \| \| \| \| 116,7 \| Bremen-Sebaldsbrück \| Bremen-Sebaldsbrück \| \| \| \| Daimlerwerk \| \| \| \| \| Aw Bremen-Sebaldsbrück \| \| \| \| \| Bremen-Arbergen geplant \| \| \| \| 112,3 \| Güterumgehungsbahn Bremen \| Güterumgehungsbahn Bremen \| \| \| 111,8 \| Bremen-Mahndorf \| Bremen-Mahndorf \| \| \| \| Gewerbegebiet Bremen-Mahndorf \| \| \| \| \| Landesgrenze Bremen/Niedersachsen \| \| \| \| 105,7 \| Achim \| Achim \| \| \| 102,2 \| Baden (Kr Verden) \| Baden (Kr Verden) \| \| \| 99,2 \| Etelsen \| Etelsen \| \| \| 93,8 \| Langwedel \| Langwedel \| \| \| \| Strecke nach Uelzen \| \| \| \| \| Strecke von Rotenburg (Wümme) \| \| \| \| 86,6 \| Verden (Aller) \| Verden (Aller) \| \| \| \| nach Stemmen \| \| \| \| \| Allerbrücke (375 m) \| \| \| \| 83,3 \| Wahnebergen (Üst, ehem. Bf / Abzw) \| Wahnebergen (Üst, ehem. Bf / Abzw) \| \| \| \| ehem. nach Celle \| \| \| \| 78,2 \| Dörverden \| Dörverden \| \| \| \| Anschluss H.F. Wiebe \| \| \| \| \| Strecke von Syke \| \| \| \| 71,0 \| Eystrup \| Eystrup \| \| \| 61,2 \| Rohrsen (b Nienburg) \| Rohrsen (b Nienburg) \| \| \| \| \| \| \| \| \| Strecke nach Liebenau, ehem. Strecke nach Diepholz \| \| \| \| \| \| \| \| \| 55,3 \| Nienburg (Weser) (Beginn S 2) \| Nienburg (Weser) (Beginn S 2) \| \| \| \| Strecke nach Minden \| \| \| \| 46,3 \| Linsburg \| Linsburg \| \| \| 40,2 \| Hagen (Han), ehem. Bf \| Hagen (Han), ehem. Bf \| \| \| 39,6 \| Hagen (Han) Hp \| Hagen (Han) Hp \| \| \| 36,1 \| Eilvese \| Eilvese \| \| \| 31,0 \| Neustadt am Rübenberge \| Neustadt am Rübenberge \| \| \| \| Anschluss Fliegerhorst Wunstorf \| \| \| \| 26,9 \| Poggenhagen \| Poggenhagen \| \| \| \| Steinhuder Meer-Bahn von Bokeloh \| \| \| \| \| Strecke von Minden (S 1) \| \| \| \| 21,4 \| Wunstorf (Keilbahnhof) \| Wunstorf (Keilbahnhof) \| \| \| \| (siehe Bahnstrecke Hannover–Minden) \| \| \| \| \| Strecke von Celle \| \| \| \| (0,0) \| Hannover Hbf \| Hannover Hbf \| \| \| \| Hannöversche Südbahn nach Göttingen \| \| \| \| \| nach Braunschweig \| \| \| \| \| \| \| \| Quellen: [1][2] \| \| \| \| | |                                                    |                                                    |
| Strecke | | Strecke von Bremerhaven                            | Strecke von Bremerhaven                            |
| Abzweig geradeaus und von rechts | | Strecke von Oldenburg                              | Strecke von Oldenburg                              |
| Bahnhof mit S-Bahn-Halt | 122,3 | Bremen Hbf                                         | Bremen Hbf                                         |
| Abzweig geradeaus und nach rechts | 117,0 | Bahnstrecke nach Osnabrück                         | Bahnstrecke nach Osnabrück                         |
| ehemaliger S-Bahn-Halt | | Bremen Föhrenstraße (unten) geplant                | Bremen Föhrenstraße (unten) geplant                |
| S-Bahnhof | 116,7 | Bremen-Sebaldsbrück                                | Bremen-Sebaldsbrück                                |
| Abzweig geradeaus und nach links | | Daimlerwerk                                        | Daimlerwerk                                        |
| Abzweig geradeaus und nach links | | Aw Bremen-Sebaldsbrück                             | Aw Bremen-Sebaldsbrück                             |
| ehemaliger S-Bahn-Halt | | Bremen-Arbergen geplant                            | Bremen-Arbergen geplant                            |
| Kreuzung geradeaus unten | 112,3 | Güterumgehungsbahn Bremen                          | Güterumgehungsbahn Bremen                          |
| Bahnhof mit S-Bahn-Halt | 111,8 | Bremen-Mahndorf                                    | Bremen-Mahndorf                                    |
| Abzweig geradeaus und nach links | | Gewerbegebiet Bremen-Mahndorf                      | Gewerbegebiet Bremen-Mahndorf                      |
| Grenze | | Landesgrenze Bremen/Niedersachsen                  | Landesgrenze Bremen/Niedersachsen                  |
| Bahnhof mit S-Bahn-Halt | 105,7 | Achim                                              | Achim                                              |
| S-Bahnhof | 102,2 | Baden (Kr Verden)                                  | Baden (Kr Verden)                                  |
| S-Bahnhof | 99,2 | Etelsen                                            | Etelsen                                            |
| Bahnhof mit S-Bahn-Halt | 93,8 | Langwedel                                          | Langwedel                                          |
| Abzweig geradeaus und nach links | | Strecke nach Uelzen                                | Strecke nach Uelzen                                |
| Abzweig geradeaus und von links | | Strecke von Rotenburg (Wümme)                      | Strecke von Rotenburg (Wümme)                      |
| Bahnhof mit S-Bahn-Halt | 86,6 | Verden (Aller)                                     | Verden (Aller)                                     |
| Abzweig geradeaus und nach links | | nach Stemmen                                       | nach Stemmen                                       |
| Brücke über Wasserlauf | | Allerbrücke (375 m)                                | Allerbrücke (375 m)                                |
| Überleitstelle / Spurwechsel | 83,3 | Wahnebergen (Üst, ehem. Bf / Abzw)                 | Wahnebergen (Üst, ehem. Bf / Abzw)                 |
| Abzweig geradeaus und ehemals nach links | | ehem. nach Celle                                   | ehem. nach Celle                                   |
| Bahnhof | 78,2 | Dörverden                                          | Dörverden                                          |
| Abzweig geradeaus und nach rechts | | Anschluss H.F. Wiebe                               | Anschluss H.F. Wiebe                               |
| Abzweig geradeaus und von rechts | | Strecke von Syke                                   | Strecke von Syke                                   |
| Bahnhof | 71,0 | Eystrup                                            | Eystrup                                            |
| Dienststation / Betriebs- oder Güterbahnhof | 61,2 | Rohrsen (b Nienburg)                               | Rohrsen (b Nienburg)                               |
| | |                                                    |                                                    |
| Abzweig geradeaus und von rechts | | Strecke nach Liebenau, ehem. Strecke nach Diepholz | Strecke nach Liebenau, ehem. Strecke nach Diepholz |
| | |                                                    |                                                    |
| Bahnhof mit S-Bahn-Halt | 55,3 | Nienburg (Weser) (Beginn S 2)                      | Nienburg (Weser) (Beginn S 2)                      |
| Abzweig geradeaus und nach rechts | | Strecke nach Minden                                | Strecke nach Minden                                |
| S-Bahnhof | 46,3 | Linsburg                                           | Linsburg                                           |
| Dienststation / Betriebs- oder Güterbahnhof | 40,2 | Hagen (Han), ehem. Bf                              | Hagen (Han), ehem. Bf                              |
| S-Bahn-Halt | 39,6 | Hagen (Han) Hp                                     | Hagen (Han) Hp                                     |
| S-Bahn-Halt | 36,1 | Eilvese                                            | Eilvese                                            |
| Bahnhof mit S-Bahn-Halt | 31,0 | Neustadt am Rübenberge                             | Neustadt am Rübenberge                             |
| Abzweig geradeaus und nach rechts | | Anschluss Fliegerhorst Wunstorf                    | Anschluss Fliegerhorst Wunstorf                    |
| S-Bahnhof | 26,9 | Poggenhagen                                        | Poggenhagen                                        |
| Abzweig geradeaus und von rechts | | Steinhuder Meer-Bahn von Bokeloh                   | Steinhuder Meer-Bahn von Bokeloh                   |
| Abzweig geradeaus und von rechts | | Strecke von Minden (S 1)                           | Strecke von Minden (S 1)                           |
| Bahnhof mit S-Bahn-Halt | 21,4 | Wunstorf (Keilbahnhof)                             | Wunstorf (Keilbahnhof)                             |
| | | (siehe Bahnstrecke Hannover–Minden)                |                                                    |
| Abzweig geradeaus und von links | | Strecke von Celle                                  | Strecke von Celle                                  |
| Bahnhof mit S-Bahn-Halt | (0,0) | Hannover Hbf                                       | Hannover Hbf                                       |
| Abzweig geradeaus und nach rechts | | Hannöversche Südbahn nach Göttingen                | Hannöversche Südbahn nach Göttingen                |
| Strecke | | nach Braunschweig                                  | nach Braunschweig                                  |
| | |                                                    |                                                    |
| Quellen: | |                                                    |                                                    |

Die Bahnstrecke Wunstorf–Bremen ist eine der wichtigsten Eisenbahnstrecken Niedersachsens und Deutschlands, da sie Bremen und Bremerhaven über Verden, Nienburg und Wunstorf mit Hannover verbindet. Der Rangierbahnhof Seelze und Hannover wird über die sich in Wunstorf anschließende Strecke aus Minden erreicht. Die Strecke Wunstorf – Bremerhaven ist 172,8 km lang und hat die Streckennummer 1740.
Die 100,9 Kilometer lange, zweigleisige Hauptstrecke ist durchgehend elektrifiziert und mit digitalem Zugbahnfunk GSM-R ausgestattet. Die zulässige Höchstgeschwindigkeit beträgt 160 km/h, die höchstzulässige Achslast 22,5 Tonnen und die Meterlast 8,0 Tonnen/Meter, was der Streckenklasse D4 entspricht.

## Geschichte

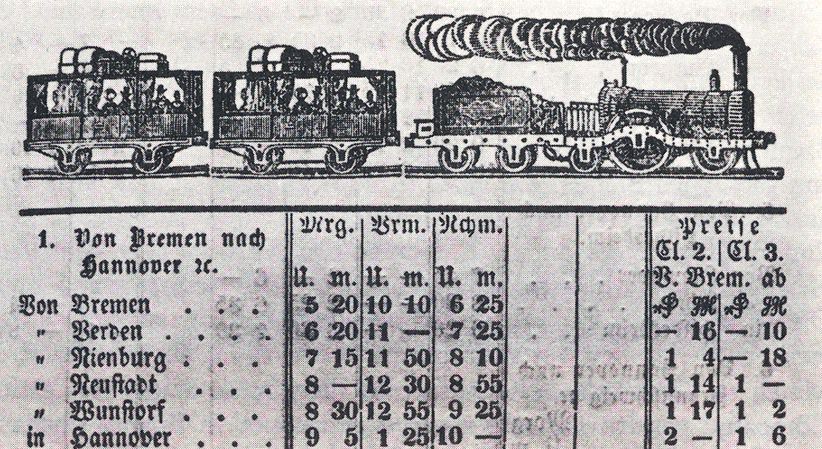
Fahrplan für die Zugverbindung von Bremen nach Hannover aus dem Jahre 1854

Entgegen preußischen Wünschen begann die gemeinschaftlich mit der Freien Hansestadt Bremen finanzierte Bahnstrecke nach Bremen nicht in Minden, sondern im hannoverschen Wunstorf als Abzweig von der am 15. Oktober 1847 eröffneten Bahnstrecke Hannover–Minden der Königlich Hannöverschen Staatseisenbahnen. Seit ihrer Eröffnung am 12. Dezember 1847 erweist sich die Strecke Wunstorf–Bremen als eine der wichtigsten Eisenbahnstrecken Deutschlands, da sie die Verbindung der bremischen und niedersächsischen Häfen nach Süddeutschland herstellt. 1857 wurde sie auf zweigleisigen Betrieb umgestellt.
Wichtige Zulaufstrecken sind die Bahnstrecke Bremen–Bremerhaven (seit 1862, später weiter nach Cuxhaven) und die Bahnstrecke Bremen–Oldenburg (seit 1867, weiter nach Wilhelmshaven und Emden).
Verbindungsstrecken sind die Amerikalinie nach Stendal, die Bahnstrecke Verden–Rotenburg und die Bahnstrecke Nienburg–Minden. Nebenstrecken bestanden von Wunstorf nach Stolzenau über die Steinhuder Meer-Bahn, von Nienburg/Weser nach Uchte bzw. Sulingen, von Eystrup über Hoya und Bruchhausen-Vilsen nach Syke, von Wahnebergen über Schwarmstedt nach Celle (Bahnstrecke Celle–Wahnebergen) und von Verden (Aller) nach Walsrode (Bahnstrecke Verden (Aller)–Walsrode Nord).
Der elektrische Zugbetrieb zwischen Hannover und Bremen wurde am 14. Dezember 1964 aufgenommen.
Die 375 Meter lange Allerbrücke bei Verden mit 15 gemauerten Gewölben aus dem Jahr 1867 und einem 130 Meter langen mittleren Stahlteil aus dem Jahr 1950, mit getrennten Überbauten für jedes Richtungsgleis, wurde von 2012 bis 2015 durch einen Neubau ersetzt. Das neue Bauwerk liegt auf einer neuen, 13,8 Meter nach Osten verschobenen Bahntrasse und ist als Trogbrücke mit acht Öffnungen und einer maximalen Stützweite von 80 Metern über der Aller ausgeführt.

## Streckenverlauf
In Wunstorf zweigt diese Bahnstrecke von der Bahnstrecke Hannover–Minden nordwärts in die Hannoversche Moorgest ab. Sie verläuft zunächst westlich der Leine nordwärts, biegt bei Neustadt am Rübenberge durch den Grinderwald in Richtung Nienburg ab und verläuft von dort bis Bremen im Abstand von 1 bis 3 km parallel zum rechten Ufer der Weser bis nach Bremen. Kurz vor Verden überquert sie auf einer 375 m langen Brücke die Aller. Dem Weserlauf entsprechend wendet sie sich bei Langwedel auf der Achim-Verdener Geest nach Nordwesten.

## Verkehr
Die Strecke ist mit Reise- und Güterzügen stark frequentiert. Der Bau der Y-Trasse Hannover–Hamburg/Bremen sollte die Strecke entlasten, wird aber nicht weiterverfolgt. Die Leistungen im Personenverkehr werden größtenteils von der Deutschen Bahn erbracht, nur die unteren Zugkategorien zwischen Bremen Hauptbahnhof und Verden seit Dezember 2010 als Teil der Linie RS1 der Regio-S-Bahn Bremen/Niedersachsen von der NordWestBahn (NWB). Die Leistungen der Linie RB37 von Bremen Hbf nach Langwedel und weiter nach Uelzen werden von dem DB-Tochterunternehmen Regionalverkehre Start Deutschland bedient.

### Personenfernverkehr
Der Schienenpersonenfernverkehr wurde mit Schnell- und Eilzügen durchgeführt. Von Juni 1969 bis Mai 1980 verkehrte der Trans-Europ-Express (TEE 74/75, danach TEE 90/91) zwischen Hannover und Bremen.
Auf der Strecke fahren Intercity-Express (ICE) der Linie 25 Bremen – München und Intercity (IC) der Linie 56 Norddeich Mole – Emden – Oldenburg – Bremen –Leipzig jeweils im Zweistundentakt. Die ICE-Züge verkehren zwischen Hannover Hbf und Bremen Hbf in der Regel ohne Zwischenhalt, die um eine Stunde versetzt verkehrenden Intercity bedienen zusätzlich Verden und Nienburg.

### Regionalverkehr

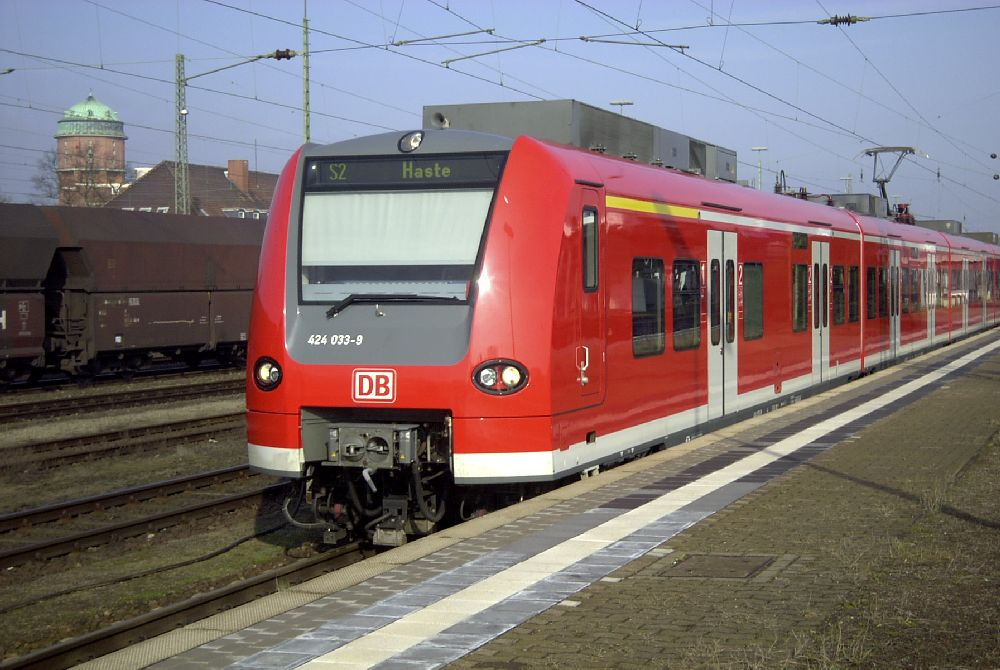
S-Bahn in Nienburg (Weser)

Im Schienenpersonennahverkehr verkehren zwischen Hannover und Bremen zweistündlich abwechselnd Regional-Express-Züge (RE) der Relationen Hannover – Bremerhaven-Lehe (RE8) und Hannover – Norddeich Mole (RE1), so dass sich zwischen Hannover und Bremen ein Stundentakt ergibt. Die Züge halten in Wunstorf, Neustadt am Rübenberge, Nienburg (Weser), Eystrup, Dörverden, Verden (Aller), Achim, Bremen-Mahndorf und Bremen Hauptbahnhof. Die bis zu 160 km/h schnellen Wendezüge werden aus sechs (RE8) bzw. sieben (RE1) Doppelstockwagen gebildet und mit Lokomotiven der DB-Baureihe 146.1 aus dem Betriebshof Bremen bespannt. Die Deutsche Bahn beschaffte im Jahre 2002 für diese Regional-Express-Linie 8 Lokomotiven und 40 Doppelstockwagen. Das Land Niedersachsen beteiligte sich an den Gesamtkosten in Höhe von etwa 66 Millionen Euro zur Hälfte.

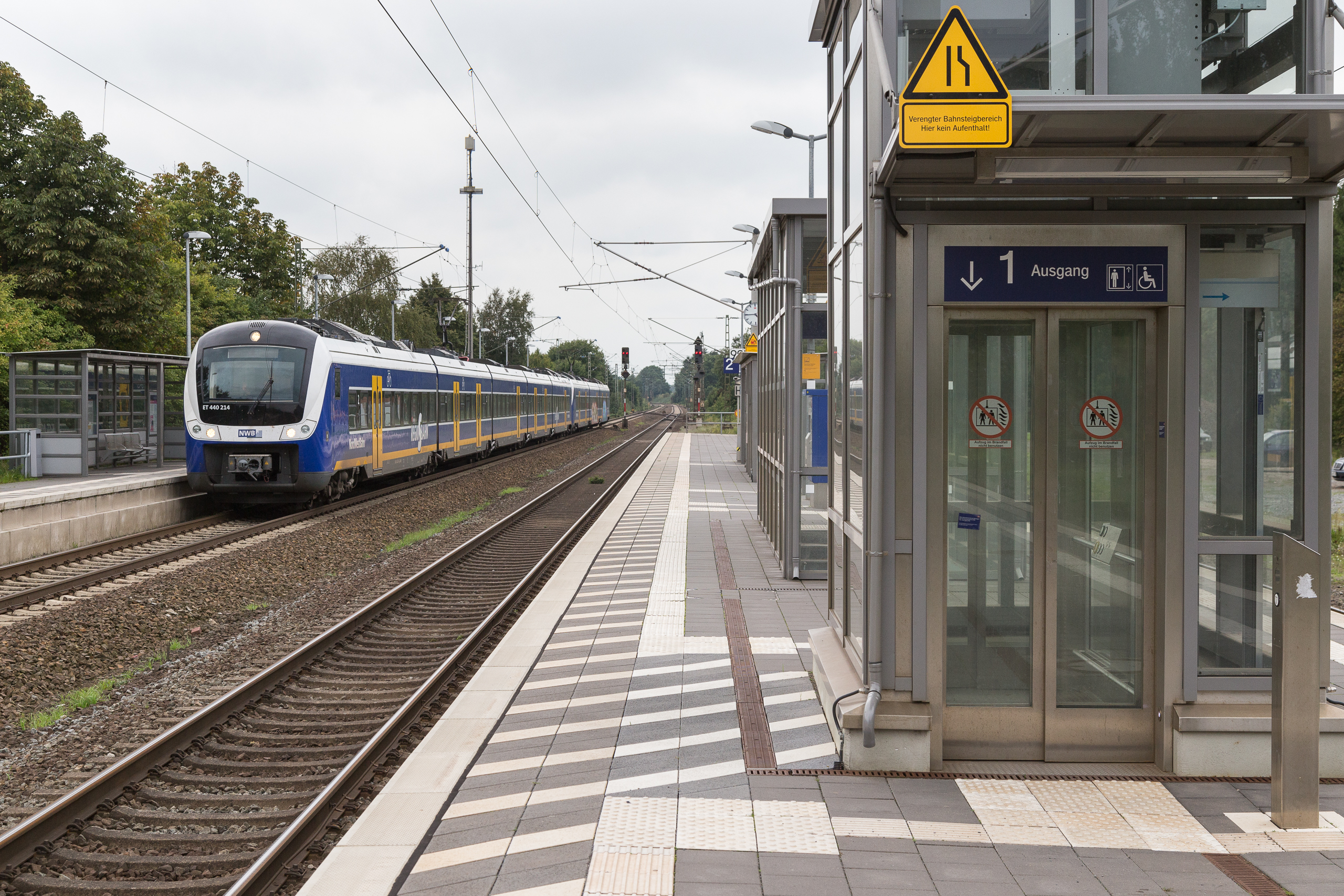
Haltestelle Etelsen (Langwedel) mit einem Zug der Linie RS1

Auf dem nördlichen Streckenabschnitt zwischen Verden und Bremen Hauptbahnhof verkehrt die Linie RS1 Verden–Bremen-Vegesack–Bremen-Farge der Regio-S-Bahn Bremen/Niedersachsen im Stundentakt, der werktags außer am späten Vormittag bis in den Abend hinein auf einen 30-Minuten-Takt verdichtet wird. Die Regio-S-Bahnen halten an allen Unterwegsstationen. Es kommen drei- und fünfteilige Einheiten des Typs Alstom Coradia Continental zum Einsatz.
Der Verkehr wird durch zweistündlich über die Amerikalinie fahrende Regionalbahn-Züge Uelzen – Bremen verstärkt, die in Langwedel, Achim und – seit Dezember 2016 – in Bremen-Mahndorf halten. Mit dem Fahrplanwechsel im Dezember 2008 wurden die Zugläufe vorübergehend auf die Relation Uelzen–Soltau–Langwedel verkürzt. Eingesetzt wurden im Betriebshof Braunschweig beheimatete Dieseltriebwagen der Baureihe 628. Von Dezember 2011 bis Dezember 2021 wurde der Verkehr der Relation Uelzen – Bremen von der erixx mit Triebwagen der Baureihe 648 erbracht, seither wird der Verkehr mit denselben Fahrzeugen von dem DB-Tochterunternehmen Regionalverkehre Start Deutschland durchgeführt.
Die Linie S2 Nienburg – Wunstorf – Hannover – Haste der S-Bahn Hannover verkehrt im Stundentakt.
Im Berufsverkehr werden zudem zusätzliche Regional-Express-Züge zwischen Nienburg und Hannover eingesetzt. Seit Dezember 2016 fahren je zwei dieser Züge morgens in Südrichtung und am Nachmittag/Abend in Nordrichtung über die gesamte Strecke.
Der Streckenabschnitt zwischen Nienburg und Verden wurde bis 2017 an Wochenenden von Regionalbahnen der „Weser-Aller-Bahn“ (Minden – Rotenburg) befahren. Die Bahnen verkehrten im Zweistundentakt und hielten an allen vier Bahnhöfen auf diesem Abschnitt.
Auf dem Streckenabschnitt Bremen – Eystrup gilt in Zügen des Regionalverkehrs der Tarif des Verkehrsverbundes Bremen/Niedersachsen (VBN), von Hagen (Han) bis Hannover der des Großraum-Verkehrs Hannover (GVH).

### Güterverkehr

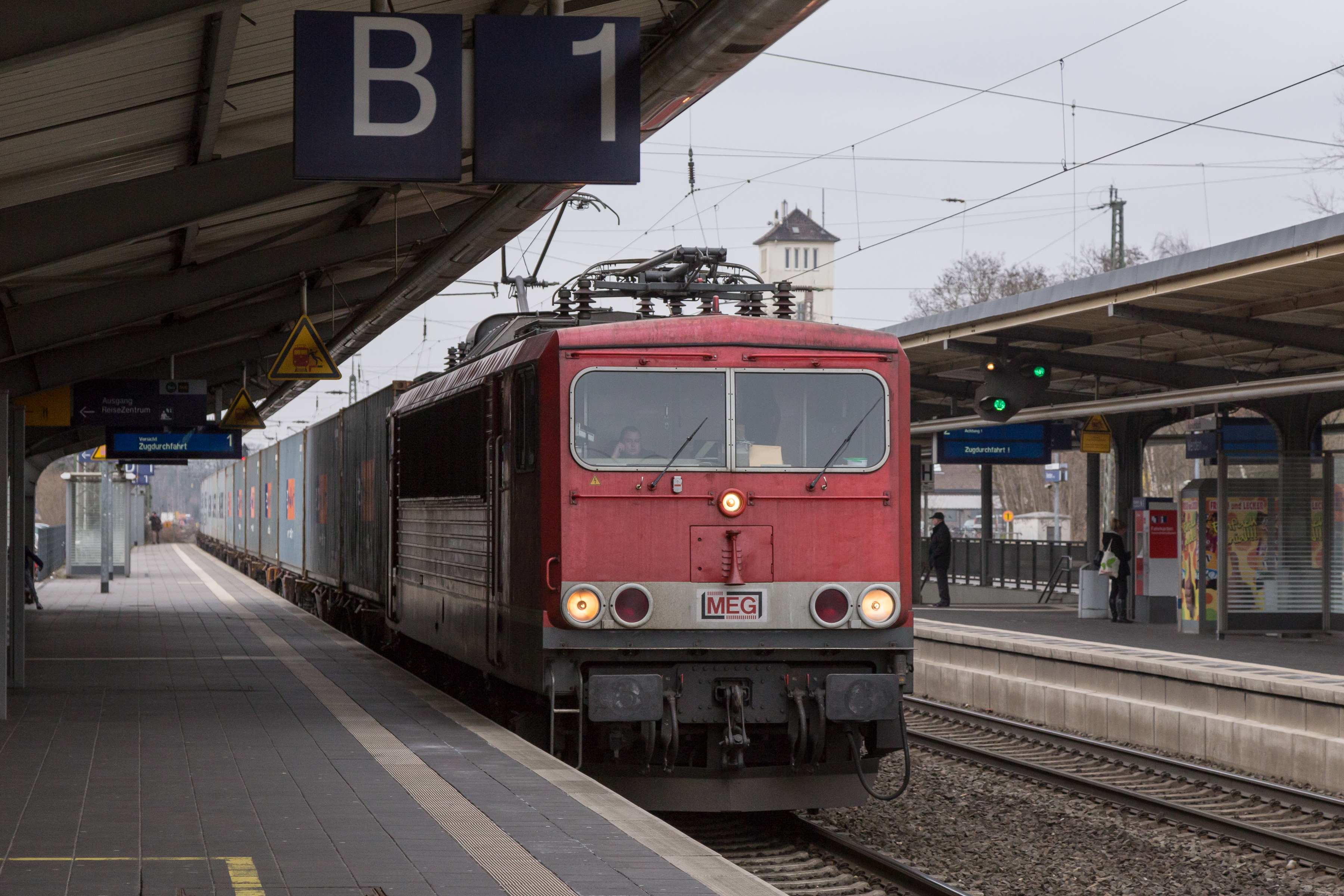
Containerzug der MEG durchfährt den Bahnhof Verden (Aller)

Die Bahnstrecke wird regelmäßig von Containerzügen von und nach Bremerhaven sowie von Autotransportzügen befahren. Der Rangierbahnhof Seelze Rbf ist ein Verkehrsknoten des Schienengüterverkehrs im norddeutschen Raum. Güterzüge nutzen zwischen Seelze und Wunstorf eine eigene Güterzugtrasse und werden anschließend zwischen die Reisezüge gemischt. In Verden und Nienburg gelangt weiterer Güterverkehr über die Weser–Aller–Bahn aus Hamburg und Minden auf die Strecke.